# Apollo z Wejów
Apollo z Wejów – rzeźba z końca VI wieku p.n.e., przykład sztuki etruskiej z wpływem starożytnej sztuki greckiej. Należy do zbiorów Narodowego Muzeum Etruskiego w Rzymie.
Posąg Apolla został odkryty w 1916 roku przez włoskiego historyka sztuki Giulia Quirino Giglioli (1886–1957) na stanowisku archeologicznym w etruskim sanktuarium Portonaccio (Weje). Wykonana z polichromowanej terakoty rzeźba Apolla, boga w mitologii greckiej, mierzy około 1,80 m wysokości. Powstała w latach 510–500 p.n.e., została wyrzeźbiona w późnoarchaicznym stylu z okresu wpływów jońskich na sztukę etruską. Ze sztuki greckiej (na wzór kurosa) zaczerpnięto splecione włosy oraz szeroki uśmiech. Typowy dla sztuki etruskiej jest dynamizm zastygłych w ruchu  postaci (Apollo naciera na przeciwnika) oraz wyraz twarzy i żywe gesty rąk.
Możliwe, że jej autorem jest Wulka, jedyny etruski artysta znany z imienia. Została wykonana przez oddzielne modelowanie ciała, głowy, rąk i nóg, które następnie złożono i wypalono w całości. Figurę pokrywała polichromia: czarne włosy, fioletowo-czerwona skóra, tunika i płaszcz w dwóch różnych odcieniach ochry. Ramiona zostały uszkodzone, prawe ramię było wyciągnięte do przodu i zgięte, lewe zwrócone ku ziemi i mogło dzierżyć łuk, jeden z atrybutów Apolla. U jego stóp  stoi lira, atrybut jako boga sztuki.
Figura Apolla stanowiła część dynamicznej grupy rzeźbiarskiej umieszczonej na wysokości 12 metrów w etruskim sanktuarium Portonaccio poświęconym bogini Minerwie. Grupa przedstawiała scenę z mitu o 12 pracach Heraklesa: spór Apolla i Heraklesa o schwytaną przez herosa łanię kerynejską, poświęconą siostrze Apolla, bogini Artemidzie. Do grupy należały także postaci Hermesa i kobiety z dzieckiem, prawdopodobnie matki Apolla, Leto, z małym Apollem w ramionach – być może ilustrujące inny mit. Razem z fragmentami figury Apolla odnaleziono dolną część posągu Heraklesa i leżącej pod jego nogami łani kerynejskiej. Fragment skóry lwa – noszonej przez Heraklesa – pomógł zidentyfikować jego posąg, gdyż tułów znaleziono dopiero w 1944, a fragment głowy w 1949.